# كوكبنا (مسلسل)
كوكبنا (بالإنجليزية: Our Planet)‏ هي سلسلة وثائقية بريطانية عن الطبيعة، أنتجت لنتفليكس. روى ديفيد أتينبورو السلسلة وأنتجتها سيلفرباك فيلمز بقيادة أليستر فوثيرجيل وكيث سكولي، اللذان قاما أيضًا بإنشاء سلسلة وثائقية للبي بي سي كوكب الأرض والكوكب المتجمد والكوكب الأزرق بالتعاون مع الصندوق العالمي للطبيعة.
تتناول السلسلة قضايا الحفاظ على البيئة، أثناء عرض هذه الحيوانات المتباينة في مناطقها الأصلية، وقد لوحظ تركيزها على تأثير البشر على البيئة بشكل أكبر من الطبيعة الوثائقية التقليدية، مع التركيز على كيفية تأثير تغير المناخ على جميع الكائنات الحية. إنه أول فيلم وثائقي من إنتاج شركة نتفليكس. أُصدرت جميع الحلقات في 5 أبريل 2019. وأُصدرَ فيلم وثائقي من وراء الكواليس على نتفليكس في 2 أغسطس 2019. أفادت نتفليكس أنه من المتوقع أن تشاهد 25 مليون أسرة المسلسل خلال الشهر الأول من إصداره.

## الإنتاج
في 15 أبريل 2015، أُعلن أن الفريق الذي يقف وراء سلسلة كوكب الأرض سينتج سلسلة من ثمان حلقات لـنتفليكس في عام 2019. استغرق المسلسل أربع سنوات للإنتاج وصُوّر في 50 دولة، وشارك أكثر من 600 من أفراد الطاقم في الإنتاج. تركز السلسلة على اتساع تنوع الموائل حول العالم، بما في ذلك برية القطب الشمالي، والبحر العميق، والمناظر الطبيعية الشاسعة لأفريقيا، والأدغال المتنوعة لأمريكا الجنوبية.
في نوفمبر 2018، أُعلن أن ديفيد أتينبورو سيكون الراوي، وكذلك تاريخ الإصدار في 5 أبريل 2019.

## الترويج
عُقد العرض الأول للسلسلة في 4 أبريل 2019، في متحف التاريخ الطبيعي في لندن. كان من بين الضيوف في العرض الأول الأمير تشارلز وولديه الأمير ويليام والأمير هاري، تشارلي بروكر، ديفيد بيكهام، وابنه بروكلين بيكهام، إيلي غولدنغ، وراوي المسلسل ديفيد أتنبورو، الذين حضروا الحدث لتأكيد دعمهم للعمل ضد تغير المناخ.
قال الأمير تشارلز في خطابه إنه يأمل أن تُعلم «كوكبنا» مئات الملايين من الناس حول العالم بشأن الإجراءات المطلوبة، بينما دعا ديفيد أتينبورو العالم إلى «أن يكونوا مواطنين حذرين ومسؤولين في هذا الكوكب وهو وطننا الوحيد وللمخلوقات التي تعيش فيه».
صدرَ أول إعلان تشويقي لـ «كوكبنا» في 8 نوفمبر 2018. بعد ثلاثة أشهر، في 4 فبراير 2019، صدرالمقطع الدعائي التشويقي الثاني. في 19 مارس 2019، صدر المقطع الدعائي الرسمي.

## الحلقات
يمكن الوصول إلى حلقة إضافية مدتها ساعة واحدة بعنوان «كوكبنا - ما وراء الكواليس» حول المشروع ضمن مقاطع فيديو إضافية على نتفليكس.

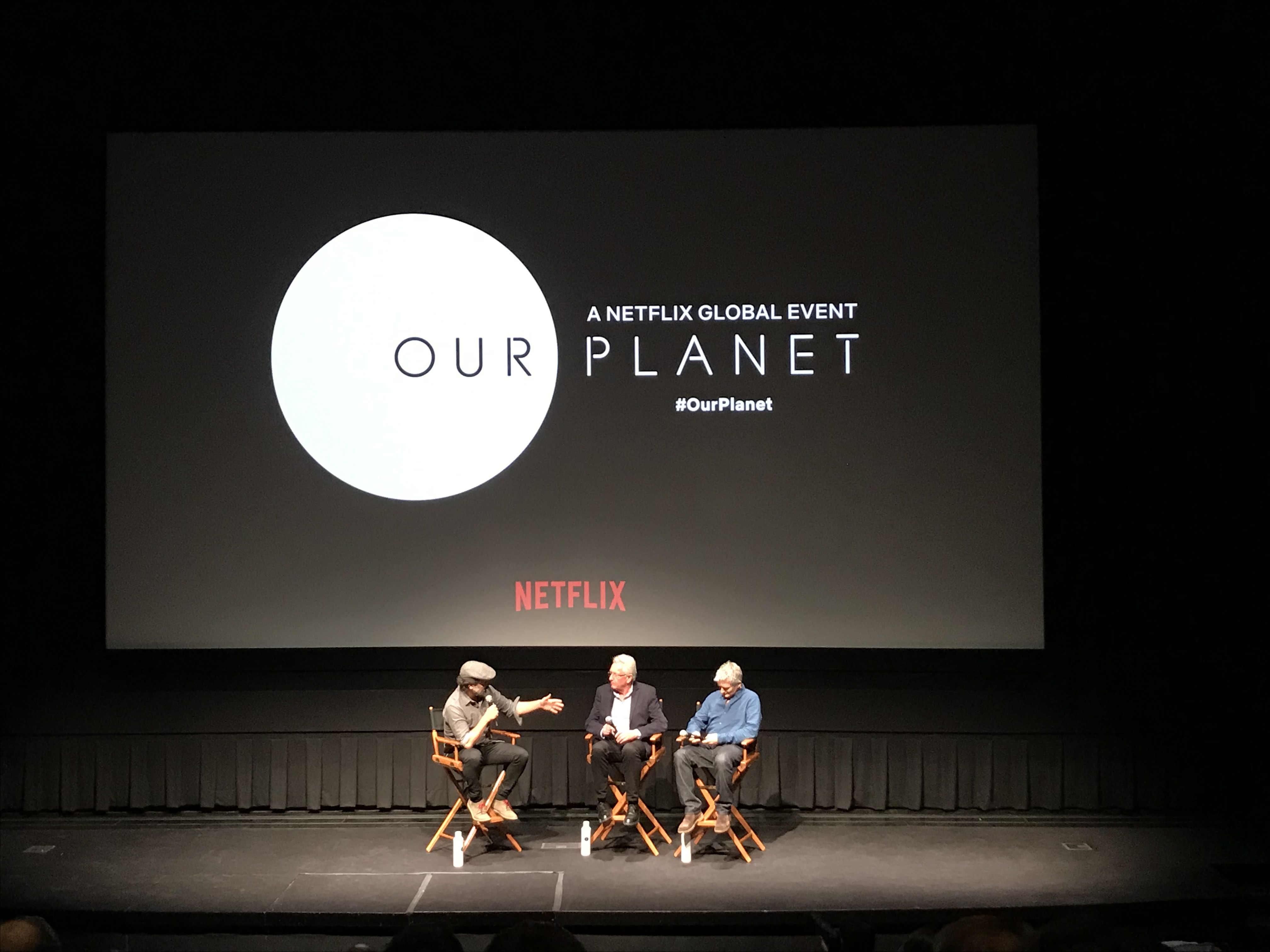
كيث سكولي يناقش كوكبنا في TIFF Bell Lightbox.

## التقييم
حصل المسلسل على موقع روتن توميتوز على نسبة قبول 93٪ بناءً على 27 تعليقًا، ومتوسط تقييم 8.33 / 10. ميتاكريتيك منح الفيلم درجة 88 من أصل 100، استنادًا إلى 7 نقاد، مشيرًا إلى «الإشادة العالمية».
منحت لوسي مانغن من الغارديان المسلسل 4 من أصل 5 نجوم، قائلة «إنها تركز بشكل أوضح على هشاشة جميع الأنواع والأنظمة البيئية وترابطها، وعلى التأثير الهائل الذي تركته البشرية عليهم في ذلك وقت قصير». برايان رسينكي من فوكس يشيد بالسلسلة بأنها «لا يمكن وصف حجم ما هو مفقود» يقول «إنه يذكرنا أننا نعيش في عصر فادح من فقدان الحياة البرية بسبب التنمية البشرية، والإفراط في صيد الأسماك، وإزالة الغابات، وتغير المناخ. هذه السلسلة لا تدعنا ننسى ذلك. تسبب البشر في كميات هائلة من الخسائر في الحياة البرية. كوكبنا لا يختبئ منه». قدم بن ترافرز من اندي واير إجمالي +B للمسلسل، ويدعي أن المسلسل تناقض بلا رحمة بين عجائب الطبيعة في العالم والأزمة البيئية التي تقتلهم، وكتب «موتهم هو تحذير للظلام الذي يكمن وراء كل كوكبنا. كما يقدم كل الصور المذهلة التي توقعتها من هؤلاء الوثائقيين، لكن موقفه قد يفاجئك. الإدخالات الفردية تشعر أنها لا تنسى بسبب ذلك. اللمسات الكوميدية الخفيفة التي صنعت للحظات صغيرة جميلة في كوكب الأرض طغت عليها، إن لم تكن تفسد بالكامل، من خلال الدروس المؤلمة التي تم وضعها في المقدمة والوسط.»
كما قدم ويل جومبرتز من بي بي سي 4 نجوم من أصل 5 نجوم للمسلسل، مشيراً إلى أنها «تعطينا بعض الصور الأكثر إبهارًا التي من المحتمل أن تشاهدها على التلفزيون. عند الضرورة، يتم تزيينهم بتعليق أتينبورو، الذي لا يتعارض أبدًا ويكتب دائمًا بإيجاز وبذكاء. . . لقد تم إنشاؤها من قبل أساتذة حرفتهم مع راوي استثنائي، على الرغم من ذلك، أتساءل، إذا كان المنتجون التنفيذيون ذوو الخبرة في بي بي سي كانوا سيشددون الحلقة الأولى قليلاً.»  قال ستيوارت ماكغورك من بريطانيا جي كيو «من الصعب عدم رؤية ذلك على أنه توبيخ مباشر لأفلام بي بي سي الوثائقية: خذ واحدة مذهلة من العالم الطبيعي، وقم بتصويرها بشكل أكثر إثارة من بي بي سي على الإطلاق وقم ببناء الحلقة الافتتاحية بأكملها حول فكرة أنه، من دون أخذ أشياء مثل الاحتباس الحراري على محمل الجد - دون وضعه في المقدمة والتركيز على أي عرض تقوم به حول العالم الطبيعي، لأنه كيف لا يمكنك ذلك - بعد ذلك بقليل، لن يتبقى شيء لتصويره بشكل جميل». كيفن يومان من سكرين رانت اختتم السلسلة بأنه «مذهل الطموح»، كتب «أين تتفوق»كوكبنا« [كوكب الأرض والكوكب الأزرق]، رغم ذلك، هو في عرضه. لا تحاول إقناع أي شخص بأي شيء - لقد فات وقت القيام بذلك منذ فترة طويلة. إنها ببساطة توضح هذه المعلومات على أنها حقيقة، بأسلوب مباشر قدر الإمكان. ليس الأمر صعبًا بشكل خاص بالنظر إلى الأدلة الموجودة في السلسلة».
ومع ذلك، انتقد إد باور من التلغراف السلسلة الوثائقية بأنها «مبهرة بصريا ولكنها مألوفة للغاية». وأعطتها 3 من أصل 5 نجوم، وكتبت «إنها مبتذلة في تصويرها للحياة على الأرض كباليه بطيء الحركة للأسنان والمخلب. . . . باختصار، الابتكارات التي جعلت سلسلة أتينبورو السابقة مثيرة للغاية غائبة بشكل واضح. إنها رؤية مؤرقة. المزيد من هذا وربما كوكبنا قد يكون إضافة ذات مغزى لشريعة سلسلة التاريخ الطبيعي. وبدلاً من ذلك، فإنها تعطي الأولوية للعظمة السينمائية إلى درجة تكاد تكون قمعية». تقول لوسي جونز، التي كتبت في صحيفة الإندبندنت ، أن أهم جانب في السلسلة، التي تميزها عن الأفلام الوثائقية الأخرى من نوعها، هو أن الحقائق القاسية للاحترار العالمي، وانقراض الأنواع الجماعية، والتدهور البيئي محبوكة في السرد المصاحب المشاهد والصور الخلابة، لكنها تجادل بأنها لا تذهب بعيدا بما فيه الكفاية، وكان ينبغي أن تكون أكثر راديكالية في ضوء الأزمات البيئية الحالية. على وجه الخصوص، تقول إن البرنامج كان ينبغي أن يستدعي المسؤولين عن هذه الإبادة الجماعية. عندما يروي رواية أتينبورو للجمهور «لقد دمرنا نصف الغابات على الأرض»، فإنها ترد «ولكن من نحن؟ بالإضافة إلى صناعة الوقود الأحفوري، أين صناعة صيد الأسماك؟ الزراعة؟ صناعة البلاستيك؟ المصالح الخاصة التي تحافظ على كوكب يحترق؟ نعم، نحن جميعًا متواطئون - أولئك منا في مجتمعات غنية مع أنماط حياة عالية الاستهلاك أكثر من أي شخص آخر - ولكن هناك قوى أكبر في العمل. إن وصف حجم التحدي أمر ضروري، لكنني أردت أن تمضي السلسلة إلى أبعد من ذلك، لتنظر تحت غطاء المحرك.» 

## الموثرات الصوتية
تم إصدار الموسيقى التصويرية مع مجموعة من الموسيقى العرضية بتكليف خاص من أجل كوكبنا . تم تضمين أغنية "In This Together" بالتعاون مع المطرب الإنجليزي وكاتب الأغاني إيلي غولدنغ.

## روابط خارجية
- كوكبنا على موقع IMDb (الإنجليزية)
- كوكبنا على موقع ميتاكريتيك (الإنجليزية)
- كوكبنا على موقع روتن توميتوز (الإنجليزية)
- كوكبنا على موقع نتفليكس (الإنجليزية)
- كوكبنا على موقع كينوبويسك (الروسية)
- كوكبنا على موقع ألو سيني (الفرنسية)
- كوكبنا على موقع قاعدة بيانات الفيلم (الإنجليزية)

- الموقع الرسمي
- كوكبنا  في قاعدة بيانات الأفلام على الإنترنت (بالإنجليزية)
- مشهد الفظ المزعج في كوكبنا . المحيط الأطلسي . 8 أبريل 2019